# 4shared
4shared è un servizio di archiviazione e condivisione di file fondato nel 2005 da Alex Lunkov e Sergey Chudnovsky.
Le categorie per archiviare, condividere, e navigare tra i file, sono quattro: video, musica, foto e libri.
È anche disponibile un gestore di download/upload chiamato 4shared Desktop, distribuito per i sistemi operativi Microsoft Windows, macOS e Linux.

## Storia
Nasce nel 2005 da Alex Lunkov e Sergey Chudnovsky.
Il servizio permette di caricare e scaricare file con qualsiasi browser. L'hosting ha anche creato alcuni software correlati, quali 4shared Desktop, 4shared Mobile per i cellulari, e 4shared Toolbar.
Nel 2012 4shared conta 5.300.234 utenti, 11.000.222 visite giornaliere, 940 TB di file ospitati e 317 TB di file trasferiti giornalmente.
Il sito di Alexa lo classifica tra i primi 100 siti con più visitatori al mondo.
Dal 29 gennaio 2013 negli USA non è più possibile usufruire del servizio se non mediante un account di Facebook. Questa decisione è stata presa in seguito a restrizioni approvate negli USA in materia di file sharing.

## Lingue
Il sito web è disponibile in 15 lingue, tra cui arabo, cinese, inglese, francese, italiano, giapponese, coreano, malese, polacco, portoghese, russo, spagnolo, thai, turco e vietnamita.